# Ptychopetalum
Ptychopetalum – rodzaj roślin z rodziny przemierżlowatych. Rodzaj obejmuje dwa gatunki pochodzące z lasów Amazonii. Przedstawiciele to krzewy lub małe drzewa, dorastające do 5 m wysokości.

## Systematyka
Pozycja rodzaju według Angiosperm Phylogeny Website (2001...)
Rząd Santalales Dumort., rodzina Olacaceae R. Brown, nom. cons.
Pozycja rodzaju w systemie Reveala (1993–1999)
Gromada okrytonasienne (Magnoliophyta Cronquist), podgromada Magnoliophytina Frohne & U. Jensen ex Reveal, klasa Rosopsida Batsch, podklasa Rosidae Takht., nadrząd Santalanae Thorne ex Reveal, rząd Santalales Dumort., rodzina przemierżlowate (Olacaceae Mirb. ex DC.), rodzaj Ptychopetalum Benth.
Pozycja rodzaju w systemie Cronquista (1981)
Klasa Magnoliopsida (dwuliścienne), podklasa Rosidae, rząd Santalales, rodzina Olacaceae.
Gatunki
- Ptychopetalum olacoides Benth.
- Ptychopetalum uncinatum Anselmino

## Zastosowanie
Korzeń i kora, głównie gatunku Ptychopetalum olacoides, wykorzystywane są w medycynie ludowej przez mieszkańców rejonu Rio Negro w Ameryce Południowej. Stały się popularne na świecie jako zioła pomagające przy dysfunkcjach seksualnych, jednak skuteczność preparatów bywa dyskutowana. Mimo to wyciągi z roślin tego rodzaju są obecne w suplementach diety, mających wspomagać erekcję.